# Volksbank-Raiffeisenbank Vilshofen
Die Volksbank - Raiffeisenbank Vilshofen eG war eine Genossenschaftsbank mit Sitz in Vilshofen an der Donau in Bayern. Im Jahr 2023 fusionierte die Bank mit der Rottaler Raiffeisenbank eG zur VR-Bank Vilshofen-Pocking eG.

## Geschichte

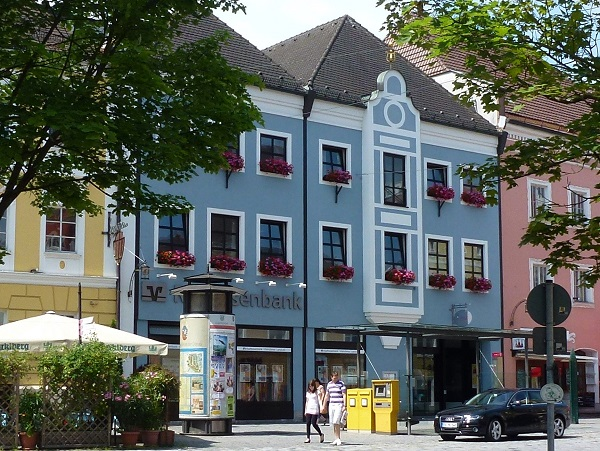
Hauptstelle der ehemaligen Raiffeisenbank Vilshofener Land eG

Die Wurzeln der Bank reichen bis in das Jahr 1894 zurück, als ein Vorgängerinstitut der Raiffeisenbank Vilshofener Land gegründet wurde. Am 21. März 1894 wurde die Raiffeisenkasse Windorf als Darlehnskassenverein von 21 mutigen Bürgern gegründet. Erster Rechner war Pfarrer Zacher, der bereits nach dem ersten Geschäftsjahr eine Bilanz von knapp 36.000 Mark vorweisen konnte. 1965 verlegte die Raiffeisenkasse ihren Standort von Windorf nach Vilshofen. Weitere Wegmarken der Geschichte waren zahlreiche Fusionen mit den Raiffeisenbanken Garham und Rathsmannsdorf in den 1960er Jahren sowie mit der Raiffeisenkasse Alkofen im Jahre 1970.
Die ersten Gedanken, auch in Vilshofen an der Donau eine Genossenschaftsbank zu gründen, gingen im Jahre 1903 vom  Volksbildungsclub aus. Am 16. Dezember 1904 versammelten sich im Gasthof „Zur goldenen Krone“ in Vilshofen zwanzig Männer aus dem Mittelstand, darunter Handwerker, Kaufleute, die beiden Stadtpfarrkooperatoren und ein Steueraufseher, um zur Behebung der Kreditnot des Gesamtgewerbestandes eine Genossenschaft zu gründen. Das neue Institut trug den Namen „Kreditgenossenschaft Vilshofen“, ein Vorgängerinstitut der Volksbank Vilshofen eG. Zu den Anfangszeiten der Bank wurden die Geschäfte im Kontorzimmer des ersten Vorstands abgewickelt. Im Jahr 1910 wurde zunächst in die Donaugasse 22 umgesiedelt, bevor drei Jahre später ein neu errichtetes Anwesen in der Kapuzinerstraße 30 bezogen wurde. Im Jahr 1917 erfolgte die erste Umfirmierung der Genossenschaft in "Bank für Landwirtschaft und Gewerbe". Der letzte Umzug erfolgte im Jahr 1921, als nach zweijähriger Renovierungszeit die ehemalige Stockmeier-Brauerei am Stadtplatz 12 eingerichtet wurde. In diesem Gebäude hat die im Jahre 1973 in Volksbank Vilshofen eG umbenannte Kreditgenossenschaft und später zur Volksbank - Raiffeisenbank Vilshofen eG fusionierte Bank noch heute ihren Hauptsitz.
Mit der Eintragung im Genossenschaftsregister am 21. Juni 2017 erfolgte die Fusion der Volksbank Vilshofen eG mit der Raiffeisenbank Vilshofener Land eG zur Volksbank - Raiffeisenbank Vilshofen eG.

## Organisationsstruktur
Die Volksbank - Raiffeisenbank Vilshofen war eine eingetragene Genossenschaft, deren Rechtsgrundlagen das Genossenschaftsgesetz und die durch die Vertreterversammlung der Bank erlassene Satzung waren. Die Organe und Gremien der Bank waren der Vorstand, der Aufsichtsrat und die Vertreterversammlung.

## Geschäftsgebiet
Die Volksbank - Raiffeisenbank unterhielt neben der Hauptstelle in Vilshofen an der Donau weitere Filialen in Aidenbach, Aldersbach, Bad Griesbach im Rottal, Eging am See, Haarbach, Hofkirchen, Ortenburg, Osterhofen, Rathsmannsdorf und Schöllnach sowie zwei weitere Filialen in der Stadt Vilshofen selbst.

## Verbundpartner
Die Volksbank - Raiffeisenbank Vilshofen eG war Teil der Genossenschaftlichen FinanzGruppe Volksbanken Raiffeisenbanken. Zu den Partnern gehörten die Bausparkasse Schwäbisch Hall, die R+V Versicherung, Union Investment, easyCredit, VR Leasing, DZ Bank, DZ Hyp, DZ Privatbank und Münchner Hyp.